# Michele Sordillo
Michele Sordillo (Milano, 7 maggio 1955) è un regista cinematografico e sceneggiatore italiano.

## Biografia
Nel 1991 esordisce con il film La cattedra. Nel 1994 scrive e dirige il lungometraggio Da qualche parte in città. Nel 1996 dirige il film Acquario. Nel 2000 scrive e dirige il film La vita altrui per cui riceve una nomination al Crystal Globe del Karlovy Vary International Film Festival.

## Filmografia

### Regista
- Acquario (1996)

### Regista e sceneggiatore
- La cattedra (1991)
- Da qualche parte in città (1994)
- La vita altrui (2000)